# أرفيد هانسن (عسكري)
أرفيد هانسن (بالنرويجية البوكمول: Arvid Hansen)‏ هو عسكري نرويجي، ولد في 1 مارس 1916 في أوسلو في النرويج، وتوفي في 13 فبراير 1945.